# 水戸英則
水戸英則（みと ひでのり、1943年 - ）は、日本の銀行家、大学理事長。福岡県北九州市出身。日本銀行を経て、現在、学校法人二松学舎の理事長。

## 略歴
1969年、九州大学経済学部を卒業。同年日本銀行に入行。1973年にフランス政府留学、1992年日本銀行青森支店長、1996年株式会社肥後銀行常務取締役に就任。2004年学校法人二松学舎入職、2005年には評議員、常任理事、2011年理事長就任、現在に至る。2007年から二松学舎大学非常勤講師。

## 学外活動
文部科学省国立大学法人評価委員会委員、同分科会委員、同第II期専門委員、同業務・財務等審議専門部会委員、日本私立大学協会評議員、同理事会監事、同関東地区連絡協議会監査役、IAUP（世界大学総長協会）日本委員会委員、独立行政法人大学評価・学位授与機構大学ポートレート運営会議委員など。

## 主な執筆本
- 「今、なぜ「大学改革」か？私立大学の戦略的経営の必要性」（二松学舎ブックス）、丸善出版